# Giovanni Domenico Ruffini

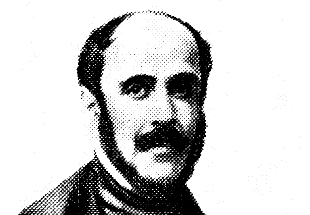
Giovanni Domenico Ruffini

Giovanni Domenico Ruffini (* 1807 in Genua; † 3. November 1881 in Taggia an der Riviera) war ein italienischer Schriftsteller.

## Leben
Ruffini besuchte das Lyzeum in Genua studierte in Genua, wurde 1830 Rechtsanwalt, schloss sich 1833 Giuseppe Mazzinis Jungem Italien an (er berichtet darüber in Ramorino et la jeune Italie, 1834), lebte als Flüchtling in Frankreich und der Schweiz, bis er 1836 nach England kam, wo er sich mit Sprache und Leben sehr vertraut machte. Doch zwang ihn seine Gesundheit, 1842 nach Frankreich zurückzukehren.
Die sardinische Konstitution gab ihm 1848 einen Sitz im Parlament; 1849 wurde er zum sardinischen Geschäftsträger in Paris ernannt, legte aber nach der Schlacht von Novara seine Stelle nieder und begab sich nach England zurück.
Unter dem Titel Lorenzo Benoni or Passages in the life of an Italian veröffentlichte er 1853 sein erstes englisches Buch, eine Autobiographie, die höchst günstige Aufnahme fand und 1854 in zwei Bänden auf Deutsch erschien.
Es folgten Romane, in denen die patriotische Richtung vorherrschte.
- Doctor Antonio (1855; Leipzig : Tauchnitz 1861)
- The Paragreens on a visit to Paris, 1856; Leipzig : Tauchnitz, 1869 ; Wien : Rhombus Edition 1923
- Lavinia (1860; Leipzig : Tauchnitz 1861; 1877 ins Italienische übersetzt)
- Vincenzo, or sunken rocks (Leipzig : Tauchnitz 1863), ein Buch, das viel dazu beitrug, in England eine Italien günstige Stimmung wachzuhalten

## Don Pasquale
Unter dem Pseudonym „M.A.“ war Ruffini 1842 am Libretto von Donizettis Oper Don Pasquale beteiligt, die am 3. Januar 1843 am „Théâtre italien de Paris“ Premiere hatte.

## Werke in deutscher Übersetzung
- Lorenzo Benoni. Scenen aus dem Leben eines Italieners. Herausgegeben von einem Freunde, Wurzen 1854
- Aus der grossen Zeit des Grenchenbades : eine Uebersetzung von J. Ruffinis „Ein kleines Nest im Jura“, Biel : Gaßmann 1938 (A quiet nooh in the Jura by John Ruffini, Leipzig 1867)
- Carlino Übertr. ins Deutsche von Hans Strohmeyer, Berlin : Scherl 1914